# Ebstorfer Märtyrer
Die Ebstorfer Märtyrer fanden am 2. Februar 880 das Martyrium. In der Schlacht des sächsischen Heeres gegen die heidnischen Normannen bei Ebbekestorpe, dem heutigen Ebstorf in der Lüneburger Heide, wurden mehrere Grafen, Bischöfe, Herzöge und Edle getötet. Die sogenannte Normannenschlacht endete mit einer erheblichen Niederlage für das Sachsenheer.

## Die Märtyrer
In den Fuldaer Annalen werden die Namen von zwei Bischöfen, einem Herzog, zwölf Grafen und 18 königlichen Trabanten genannt. Für die Ebstorfer Märtyrer wurde der gemeinsame kirchliche Gedenktag auf den 2. Februar festgelegt. Folgende namentlich bekannte Personen gehören zu den Ebstorfer Märtyrern, darüber hinaus fielen hunderte von einfachen Soldaten und Kriegern:
- Theoderich von Minden, Bischof von Minden (853 – 880), Gründer des Kanonissenklosters St. Cosmas und Damian in Wunstorf
- Markward von Hildesheim, Bischof von Hildesheim (874 – 880)
- Bruno von Sachsen, Herzog von Sachsen (830/840 – 880)
- Die Grafen Wigmann, Gerich, Liutolf, Folkward, Awan, Liuthar, drei Grafen jeweils namens Bardo und zwei Grafen namens Thiotrich
- Die Begleiter und Soldaten Bodo (königlicher Leibwächter), Aderam, Alfuin, Addasta, Dudo, Wal, Halilf, Humildium, Adalwin, Werinhard, Hilward und drei namens Thiotrich.

## Überlieferung
Die für den Glauben gestorbenen Männer wurden nach der Überlieferung an drei Stellen des Kampfplatzes beigesetzt. Sie wurden vom Volk als Märtyrer und Heilige verehrt, gerieten jedoch später in Vergessenheit. Die Gräber wurden auf wundersame Weise wieder aufgefunden, die Gebeine wurden erhoben und 1150 in das vom ersten Grafen Volrad I. von Dannenberg errichtete Kloster Ebstorf zur letzten Ruhestätte verbracht.
Erst spätere Erzählungen hoben Ebstorf als den Ort der Gefallen hervor. Zwischen 1200 und 1243 hatte man erneut mehrere Gräber entdeckt, deren Fundort um 1300 auf der Ebstorfer Weltkarte eingetragen wurde. Um 1380 wurde die Legende über die Gräber der Märtyrer mit der Behauptung abgeschlossen, dass in Ebstorf die bekannten Opfer der Schlacht begraben worden seien. Daraus wurde dann abgeleitet, dass das fürchterliche Massaker auch in Ebstorf stattgefunden haben musste. Und so hieß es dann: „Der fromme Betrug verhalf dem Ort zur Wallfahrtsberühmtheit, Kloster Ebstorf erlebte eine kulturelle und wirtschaftliche Blüte, wovon die berühmte Ebstorfer Weltkarte, die grösste und inhaltsreichste Weltkarte des Mittelalters (entstanden Mitte des 13. Jhdts. oder auch in der ersten Hälfte des 14. Jhdts.), Auskunft gibt“.